# Християнський Вісник
«Християнський Вісник» — місячник Євангельсько-Баптистського Об'єднання в Канаді, виходить у Вінніпеґу з 1942 року; головний редактор П. Кіндрат, М. Подворняк й ін.